# Nuoto ai XVI Giochi del Mediterraneo - 200 metri rana maschili

## Record
Prima di questa competizione, il record del mondo (WR) e il record dei Giochi del Mediterraneo (GR) erano i seguenti:
|    | 2'07"51 | Kōsuke Kitajima Giappone | 8 giugno 2008 Tokyo, Giappone    |
| GR | 2'13"08 | Michele Vancini Italia   | 4 settembre 2001 Tunisi, Tunisia |

Durante l'evento il record dei Giochi è stato migliorato in finale dallo spagnolo Melquiades Álvarez:
| Data      | Evento | Atleta             | Nazione | Tempo   | Record |
| --------- | ------ | ------------------ | ------- | ------- | ------ |
| 29 giugno | Finale | Melquiades Álvarez | Spagna  | 2'09"69 | GR     |

## Batterie
Lunedì 29 giugno, alle ore 10:37 CEST, si sono svolte 2 batterie di qualificazione.
| #  | Batteria | Corsia | Atleta                    | Nazionalità | Tempo   | Note |
| -- | -------- | ------ | ------------------------- | ----------- | ------- | ---- |
| 1  | 2        | 5      | Melquiades Álvarez        | Spagna      | 2'13"35 | Q    |
| 2  | 1        | 4      | Edoardo Giorgetti         | Italia      | 2'13"37 | Q    |
| 3  | 2        | 4      | Loris Facci               | Italia      | 2'13"55 | Q    |
| 4  | 1        | 5      | Tony De Pellegrini        | Francia     | 2'14"13 | Q    |
| 5  | 2        | 6      | Romanos-Iasonas Alyfantis | Grecia      | 2'15"26 | Q    |
| 6  | 2        | 2      | Savvas Kougioumtzoglou    | Grecia      | 2'15"75 | Q    |
| 7  | 2        | 1      | Hocine Haciane            | Andorra     | 2'15"76 | Q    |
| 8  | 1        | 3      | Thibault Marand           | Francia     | 2'16"39 | Q    |
| 9  | 2        | 7      | Luka Skugor               | Croazia     | 2'16"97 |      |
| 10 | 2        | 3      | Fabien Horth              | Francia     | 2'17"19 |      |
| 11 | 1        | 6      | Sofiane Daid              | Algeria     | 2'19"39 |      |
| 12 | 1        | 7      | Timur Dellaloglu          | Turchia     | 2'22"40 |      |
| 13 | 1        | 2      | Vanja Rogulj              | Croazia     | 2'29"67 |      |

## Finale
La gara, che si svolge lunedì 29 giugno alle 18:22 CEST, viene vinta dallo spagnolo Melquiades Álvarez che stabilisce il nuovo record dei Giochi con il tempo di 2'09"69.
| Posizione | Corsia | Atleta                    | Paese   | Tempo   | Note |
| --------- | ------ | ------------------------- | ------- | ------- | ---- |
|           | 4      | Melquiades Álvarez        | Spagna  | 2'09"69 | GR   |
|           | 5      | Edoardo Giorgetti         | Italia  | 2'10"11 |      |
|           | 2      | Romanos-Iasonas Alyfantis | Grecia  | 2'11"54 |      |
| 4         | 3      | Loris Facci               | Italia  | 2'13"35 |      |
| 5         | 6      | Tony De Pellegrini        | Francia | 2'14"13 |      |
| 6         | 1      | Hocine Haciane            | Andorra | 2'14"47 |      |
| 7         | 7      | Savvas Kougioumtzoglou    | Grecia  | 2'15"15 |      |
| 8         | 8      | Thibault Marand           | Francia | 2'15"44 |      |